# ステファン・セレッティ
ステファン・セレッティ（Stéphane Ceretti, 1973年9月24日 - ）は、フランスの視覚効果スーパーバイザーである。
アニメーターとしてキャリアを始め、パリのBUFカンパニーで視覚効果スーパーバイザーとなる。その後はロンドンに移り、ムービング・ピクチャー・カンパニーとMethod Studiosで働く。
2014年にはマーベル・スタジオの映画『ガーディアンズ・オブ・ギャラクシー』で視覚効果監修を担当し、第87回アカデミー賞視覚効果賞や第68回英国アカデミー賞特殊視覚効果賞にノミネートされた。